# Rio diablos
Rio diablos (Die Banditen vom Rio Grande) è un film del 1965 diretto da Helmuth M. Backhaus.

## Trama
Alcuni banditi messicani irrompono in un villaggio e rapiscono tre insegnanti donne, ma un insegnante di tedesco le fa fuggire.